# Andrzej Niżankowski
Andrzej Niżankowski (auch: Nizankowius) (* um 1580; † 3. April 1655 in Krakau) war ein polnischer Organist und Komponist.

## Leben
Niżankowski studierte zwischen 1625 und 1635 bei Girolamo Frescobaldi in Rom und wirkte dort als Organist an der Kirche Santa Maria sopra Minerva. Danach wurde er Organist der Abtei des Dominikanerordens in Krakau. Ihm wird eine polnische Orgeltabulatur zugeschrieben, die im Stile Frescobaldis gehalten ist.